# 朱澤年
朱澤年（?—?），廣西省新會縣人，清朝政治人物、進士出身。
光緒三十年，會試第112名；殿試登進士三甲第36名，后分發為知縣。